# Lachnaea pendula
Lachnaea pendula är en tibastväxtart som beskrevs av Beyers. Lachnaea pendula ingår i släktet Lachnaea och familjen tibastväxter. Inga underarter finns listade i Catalogue of Life.